# Maryke Brits
Maryke Brits (* 25. Februar 1994) ist eine ehemalige südafrikanische Sprinterin und Hürdenläuferin, die sich auf die 100-Meter-Distanz spezialisiert hat. Zudem ist sie wie ihr älterer Bruder Stefan Brits auch im Weitsprung aktiv.

## Sportliche Laufbahn
Erste internationale Erfahrungen sammelte Maryke Brits bei den 2010 erstmals ausgetragenen Olympischen Jugendspielen in Singapur, bei denen sie mit 5,71 m den achten Platz  im Weitsprung belegte. Im Jahr darauf schied sie bei den Jugendweltmeisterschaften nahe Lille mit 14,06 s im Halbfinale über 100 m Hürden aus und verpasste im Weitsprung mit 5,81 m den Finaleinzug. 2012 begann sie ein Studium an der Florida State University in den Vereinigten Staaten und schloss dieses 2014 ab. 2016 gewann sie bei den Afrikameisterschaften im heimischen Durban in 13,47 s die Bronzemedaille über 100 m Hürden hinter ihrer Landsfrau Claudia Heunis und Marthe Koala aus Burkina-Faso und belegte zudem im Weitsprung mit 6,12 m den sechsten Platz. Im Jahr darauf schied sie bei der Sommer-Universiade in Taipeh mit 14,43 s im Vorlauf über 100 m Hürden aus und wurde mit der südafrikanischen 4-mal-100-Meter-Staffel in der Vorrunde disqualifiziert. Im April 2018 bestritt sie in Südafrika ihre letzten offiziellen Wettkämpfe und beendete daraufhin ihre aktive sportliche Karriere im Alter von 24 Jahren.

## Persönliche Bestzeiten
- 100 m Hürden: 13,47 s (+1,6 m/s), 23. Juni 2016 in Durban
  - 60 m Hürden (Halle): 8,62 s, 22. Februar 2013 in Blacksburg
- Weitsprung: 6,54 m (−0,7 m/s), 16. April 2016 in Stellenbosch
  - Weitsprung (Halle): 6,10 m, 22. Februar 2013 in Blacksburg